# Andancette
Andancette este o comună în departamentul Drôme din sud-estul Franței. În 2009 avea o populație de 1.257 de locuitori.

## Evoluția populației
| An        | 1975  | 1982  | 1990  | 1999  | 2006  | 2009  |
| --------- | ----- | ----- | ----- | ----- | ----- | ----- |
| Populație | 1.099 | 1.020 | 1.157 | 1.156 | 1.237 | 1.257 |